# Gegensätze des Herausgebers
Die  Schrift Gegensätze des Herausgebers erschien 1777 in der Zeitschrift Zur Geschichte und Litteratur. Aus den Schätzen der Herzoglichen Bibliothek zu Wolfenbüttel und markiert den Beginn des Fragmentenstreits. Sie beinhaltet Anmerkungen Gotthold Ephraim Lessings zu der Schrift Apologie oder Schutzschrift für die vernünftigen Verehrer Gottes von Hermann Samuel Reimarus.

## Inhalt
Die Schrift Gegensätze des Herausgebers ist in Anmerkungen Lessings zu den fünf veröffentlichten Fragmenten von Reimarus aufgeteilt.

### Erstes Fragment
An dieser Stelle beschäftigt sich Lessing mit der Frage, ob eine Offenbarung sein kann oder sein muss, wobei er die Frage damit beantwortet, dass dies durch die Vernunft zu entscheiden sei. Eine weitere Anmerkung Lessings im ersten Fragment ist, dass eine geoffenbarte Religion keine vernünftige Religion voraus setzt.

### Zweites Fragment
Hier findet sich die Aussage Lessings, dass das zweite Fragment von Reimarus eine Menge richtiger, ganz ungezweifelter Dinge enthält. Eine Offenbarung, die alle Menschen glauben können, sei unmöglich, Gott wählte laut Lessing einen Weg, auf dem in kürzester Zeit die meisten Menschen erreicht werden können. Auch wird in diesem Fragment ein Unterschied zwischen der Offenbarung und den Büchern der Offenbarung gemacht.

### Drittes Fragment
Lessing verteidigt an dieser Stelle die Wunder in der Bibel. Als Erklärung für die Überquerung des Toten Meers führt er auf, dass ein starker Wind mit Hilfe von Ebbe das Wasser zurückhielt und die Israeliten so das Meer überqueren konnten. Lessing übt in diesem Fragment auch Kritik an einer ungleichen Orthodoxie.

### Viertes Fragment
Dass es im Alten Testament keine Unsterblichkeit der Seelen gab sowie keine Belohnung und Strafe nach dem Leben, liegt laut Lessing daran, dass der menschliche Verstand noch nicht bereit für einen wahren Begriff Gottes war. Des Weiteren enthält das vierte Fragment Auszüge aus Lessings die Erziehung des Menschengeschlechts, wobei er es so darstellt, als wäre dieser Aufsatz nicht von ihm verfasst worden.

### Fünftes Fragment
An dieser Stelle beschäftigt sich Lessing mit den Widersprüchen in der Auferstehungsgeschichte. Hierbei vertritt er den Standpunkt, dass die Zeugen der Auferstehung Christi nicht diejenigen sind, die diese überliefert haben. Widersprüche fänden sich nach Lessing also nicht bei den Zeugen, sondern bei den Geschichtsschreibern.